# Carl Schröter
Carl Joseph Schröter (19 de desembre 1855 - 7 de febrer 1939) va ser un botànic suís nascut a Esslingen am Neckar, Alemanya.
A partir de 1874 va estudiar ciències naturals a Eidgenössische Technische Hochschule Zürich (ETH Zürich), on una de les seves primeres influències va ser el geòleg Albert Heim (1849-1937). Després de la seva habilitació en 1878, va treballar com a assistent de Carl Eduard Cramer (1831-1901). En 1883 va succeir a Oswald Heer (1809-1883) com a professor de botànica a l'ETH Zurich, càrrec que va mantenir fins a 1926.
Schröter va ser un pioner en el camp de la fitogeografia i fitosociologia. Ell va introduir el concepte d'"autoecologia" per explicar la relació d'una planta individual amb el seu entorn extern, i "sinecologia" per expressar les relacions entre les comunitats de plantes i les influències externes.
En 1910 amb Charles Flahault (1852-1935), va publicar Rapport sur la nomenclature phytogéographique (Informes sobre la nomenclatura fitogeogràfica), i amb Friedrich Gottlieb Stebler (1852-1935), va ser coautor de Die Futterpflanzen Besten, etc. (1883 -1884), un treball que implica el cultiu i l'economia d'espècies farratgeres. Més tard va ser traduït a l'anglès com "The best forage plants: fully described and figured with a complete account of their cultivation, economic value, impurities and 
adulterants, &c" (1889).